# Kitakyushu BRT

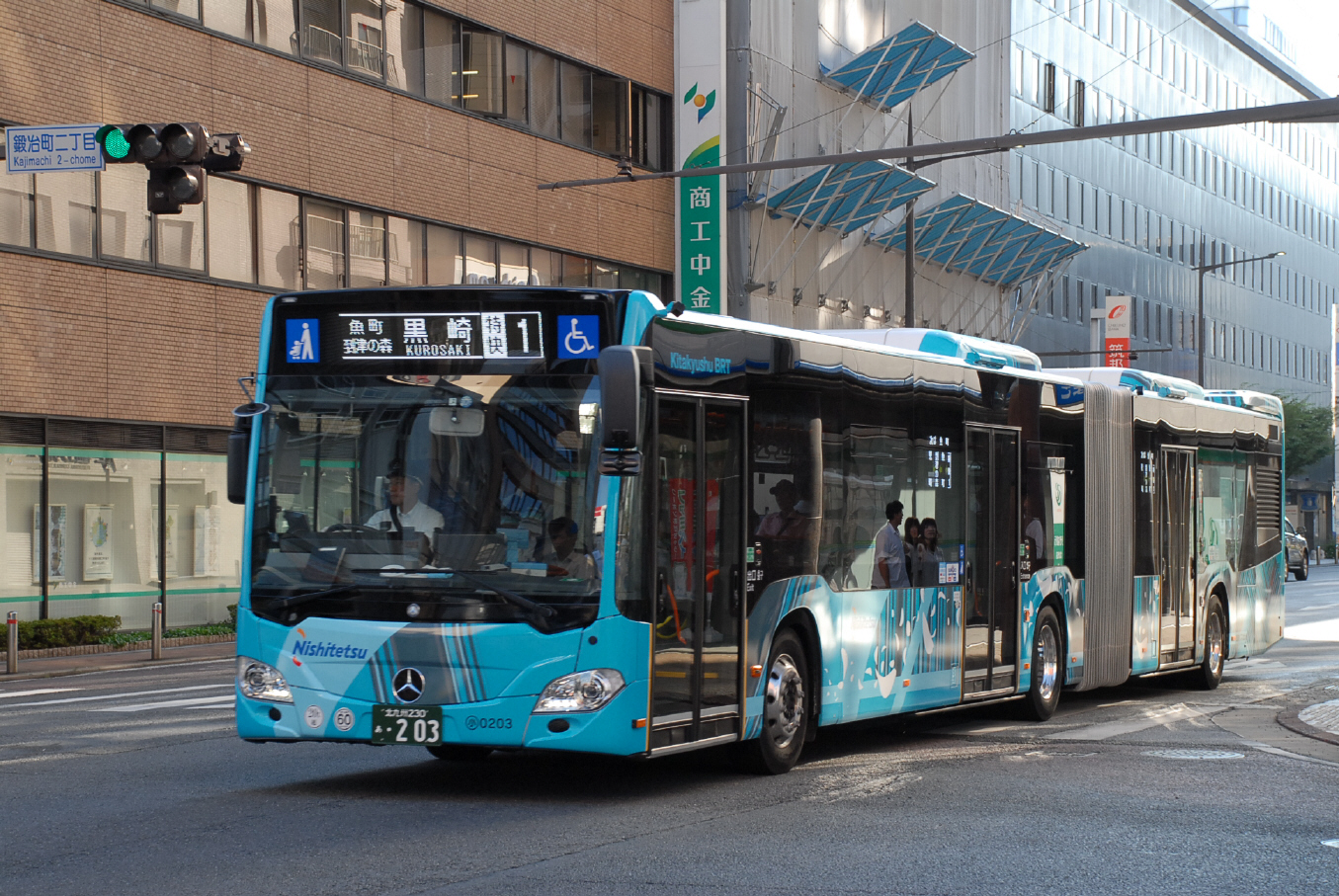

kitakyushu BRT（きたきゅうしゅうビーアールティー）は、福岡県北九州市小倉北区・小倉南区・戸畑区・八幡東区・八幡西区で運行される西鉄バス北九州のバス路線。

## 概要
西鉄と北九州市が共同で実施する拠点間BRT形成事業の試行として2019年（令和元年）7月22日より運行している。
運行にあたり前年の2018年には西日本鉄道愛宕浜自動車営業所所属のメルセデスベンツシターロ（0201号車）により試走が行われた。
福岡市におけるFukuoka BRTと同様に連節バスで運行されているが、普段使いを重視し、利用者が多い主要路線での混雑緩和と乗客分散を目的としている点が異なる。
このため会社としての保有台数も福岡市よりは多いが、予備車が設定されていないため、定期点検等で運行できないときは、従来の一般路線車両による代行が行われる。また運行を担当している3営業所以外の乗務員で社内の有資格者が応援で乗務を担当する場合がある。なお応援の場合は福岡と同様原則近隣の営業所の乗務員で対応する。

## 車両
全車両がメルセデス・ベンツ・シターロGであり、車内外のデザインは公募により選ばれた「株式会社ハーティブレイン」が担当。随所に北九州市のシンボルを散りばめたものになっている。
最初に導入された小倉営業所・八幡営業所向けの6台はライトブルーを基調とした外装になっているが、後で導入された恒見営業所向けの3台は沿線の安部山公園の桜をモチーフにしてピンク基調となった。

## 管轄路線

### 特別快速1番
- 運行経路と全停留所
  - 砂津（チャチャタウン前） - 小倉駅入口 - 魚町 - 室町・リバーウォーク - 西小倉駅前 - 金田二丁目 - 金田陸橋西 - 下到津 - 到津三叉路 - 到津の森公園前 - 七条 - 荒生田公園下 - 大蔵 - 八幡東区役所下 - 中央二丁目 - 春の町 - 八幡駅入口第一 - 陣山 - （→黒崎駅前→） - 西鉄黒崎バスセンター

BRT導入の主目的となった幹線である。平日・土曜は一部の便が、日曜・祝日は大半の便が、このバスで運行される。
停車停留所は通常の特別快速1番と同一。2020年8月1日より連節バスによる運行便がこれまでの曜日関係なく1日7往復から平日・土曜が22往復、日祝が24往復と大幅に増便された。それに伴い、金田陸橋西・到津三叉路・荒生田公園下・八幡東区役所下・春の町が追加停車された。
2021年10月26日よりクロサキメイト跡地解体に伴い、黒崎駅前バス停の乗降取扱を休止しているが、同年11月29日より折尾向きのみ再開された。

### 特別快速25番
- 運行経路と全停留所
  - 砂津（チャチャタウン前） - 小倉駅バスセンター - 香春口 - 三萩野 - 南小倉駅前 - 東筑紫短大前 - 小倉北特別支援学校 - 西南女学院下 - 明治学園前 - 天神四角 - 戸畑駅

上記特快1番の間合い運用として、主に平日の戸畑方面への通学需要に対応するため、1番と同一の青い連節バスで運行されている。

### 特別快速10番
北九州BRTの「第2弾」としてピンク色の車体が恒見営業所に配属され、2021年7月31日より運行を開始した。
運行経路と全停留所
- 砂津（チャチャタウン前） - 小倉駅バスセンター - 平和通り - 三萩野 - 片野駅 - 城野四角 - 城野駅前（JR） - 安部山入口 - 上葛原 - 葛原本町六丁目 - 寺迫口 - （→寺迫口北→） - 沼中学校下 - 沼団地口 - 沼小学校前 - 吉田にれの木坂 - 吉田団地郵便局前 - 上吉田 - 西鉄恒見営業所

連接バスのため大通りでの運行に限られており、既存の10番、110番と一部異なるルートになっている。